# 村上雅亮
村上 雅亮（むらかみ まさあき、1952年11月24日- ）は、日本の実業家である。NJSの代表取締役社長、全国上下水道コンサルタント協会会長。

## 経歴
愛知県出身。1975年 (昭和50年) 3月、早稲田大学理工学部土木工学科卒業。同年4月、日本上下水道設計 (現NJS) 入社。2003年(平成15年) 4月、同社東京支社東京総合事務所長。2004年3月、同社取締役東京支社長。2006年10月、オリオン設計 (現オリオンプラントサービス) 取締役。2007年8月、取締役東部支社長。2012年3月、常務取締役。2014年2月、エヌジェーエス・コンサルタンツ (現NJSコンサルタンツ) 代表取締役社長。
同年3月、NJS代表取締役社長。同年10月 NJS ENGINEERSINDIAPVT.LTD.取締役。2015年4月、BEENGINEERS (現NJSUSAInc .) 取締役。2018年6月、公益財団法人全国上下水道コンサルタント協会 (AWSCJ) 会長。2019年、会長としてAWSCJ　Vision2015－2025の第二期中期行動計画（2019－2021）の策定を陣頭指揮。同年11月、クリンパートナーズ須崎代表取締役社長。